# Karel Pavlík (sochař)
Karel Pavlík (29. května 1874, České Křižánky – 13. ledna 1947, Praha) byl český sochař a keramik.

## Život a dílo
Vystudoval odbornou keramickou školu v Bechyni, poté na umělecko-průmyslové škole v Praze u profesora Celdy Kloučka. Pracoval pro Výrobní družstvo keramické, Praha a pro První továrnu na terakotu Josefa Tomáška, Vysoké Mýto.
Roku 1904 se spolu se sochařskou dílnou Karla Nováka účastnil výzdoby Grandhotelu v Hradci Králové a dekorace fasády nové biskupské rezidence, roku 1913 s ním spolupracoval při výzdobě kostela na Svaté Hoře u Příbrami. Pořídil řadu sochařských kopií pro výstavu o Mistru Janu Husovi v Táboře a podílel se tam i na opravě sgrafit Stárkova domu v Pražské ulici.
Jako sochař spolupracoval se svým krajanem Antonínem Odehnalem. Společně provedli reliéfní výzdobu sokolovny ve Svratce a některé pomníky. V Praze se Pavlík, Odehnal a Antonín Waigant kolem roku 1915 podíleli na sochařské výzdobě tzv. Šupichova domu na rohu Václavského náměstí a Štěpánské ulice. Všichni tři byli silně ovlivněni Franzem Metznerem.